# Savinka (Oblast' di Volgograd)
Savinka in russo Савинка? è un villaggio (selo) di 3090 abitanti dell'oblast' di Volgograd, in Russia. Il villaggio si trova sul fiume Torgun, vicino al confine russo-kazako.